# Rita Mukebo
Rita Mukebo est une peintre congolaise (RDC) de performance, née à Lubumbashi dans le Haut-Katanga, le 5 mai 1984.

## Biographie
Rita Mukebo, artiste congolaise peintre engagée, qui sublime les réalités du monde actuel et croit en un monde idéal. Dans ses tableaux, elle s’exprime contre la drogue, le sida, la guerre… Elle veut contribuer à générer de l’espoir pour ses concitoyens, de son Congo qu’elle aime tant. Elle se révolte dans son travail contre tous ceux qui abusent de leur pouvoir. Ses toiles ont une dimension spirituelle car, elle ne peint pas seulement le réel mais aussi l’irréel, ce qui se passe dans son âme. Elle vit passionnément dans la peinture depuis quelques années et pratique la performance et la danse.